# Popolasca
Popolasca (korsisch Upulasca) ist eine Gemeinde auf der französischen Mittelmeerinsel Korsika. Sie gehört zum Département Haute-Corse, zum Arrondissement Corte und zum Kanton Golo-Morosaglia. Die Bewohner nennen sich Popolascais oder Pulaschesi.

## Geografie
Die Nachbargemeinden sind
- Moltifao im Norden und im Nordwesten,
- Piedigriggio im Nordosten,
- Prato-di-Giovellina im Osten und im Südosten,
- Castiglione im Süden,
- Asco im Südwesten und im Westen.

Den höchsten Punkt in der Gemeinde bildet der 1736 m hohe Punta Cavallare. Durch die Gemeindegemarkung fließen zwei Bäche namens Mulinu und Padule.
Der nächste Bahnhof befindet sich in Morosaglia.

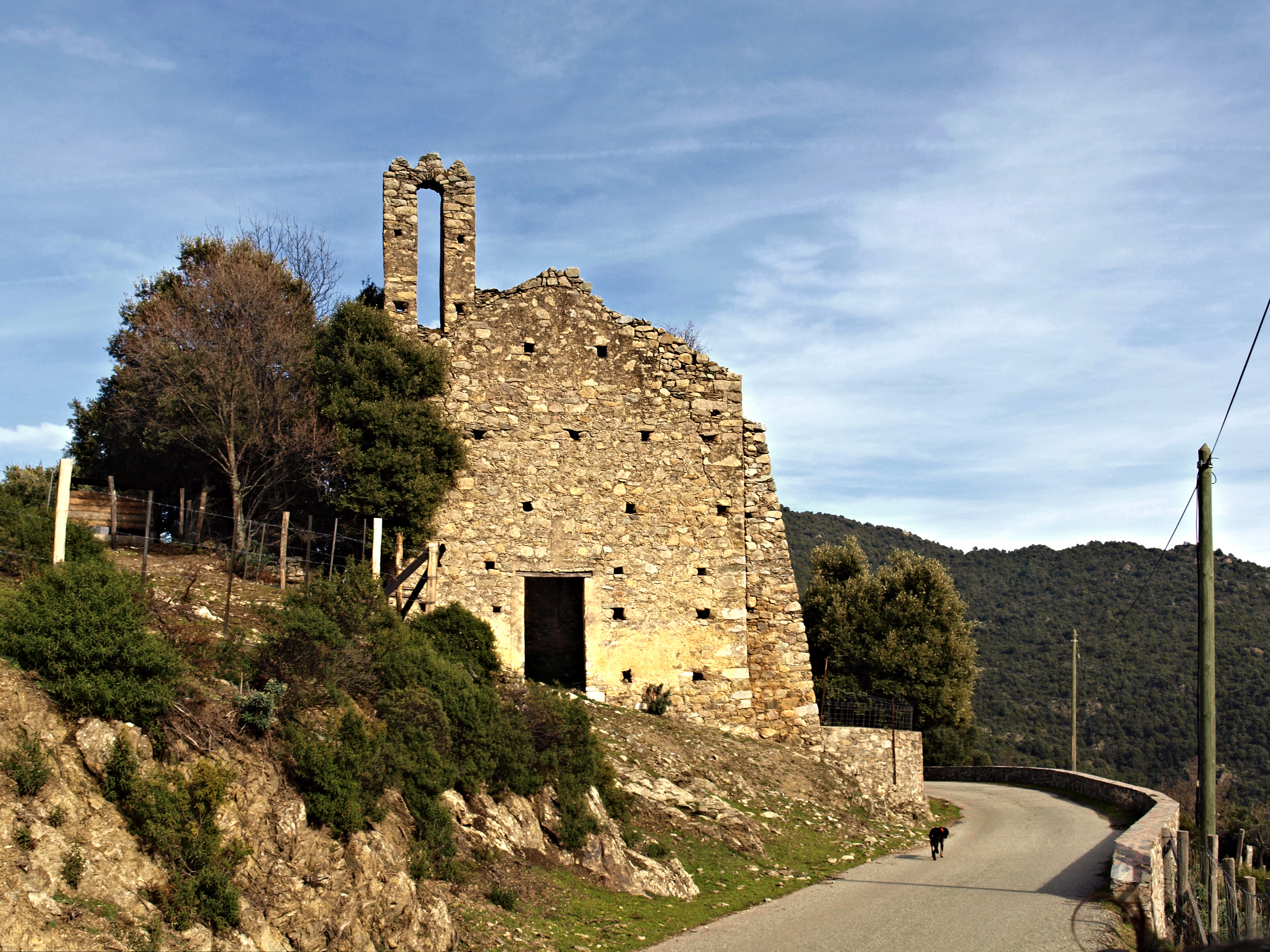
Überreste der einstigen Kirche Saint-Jean
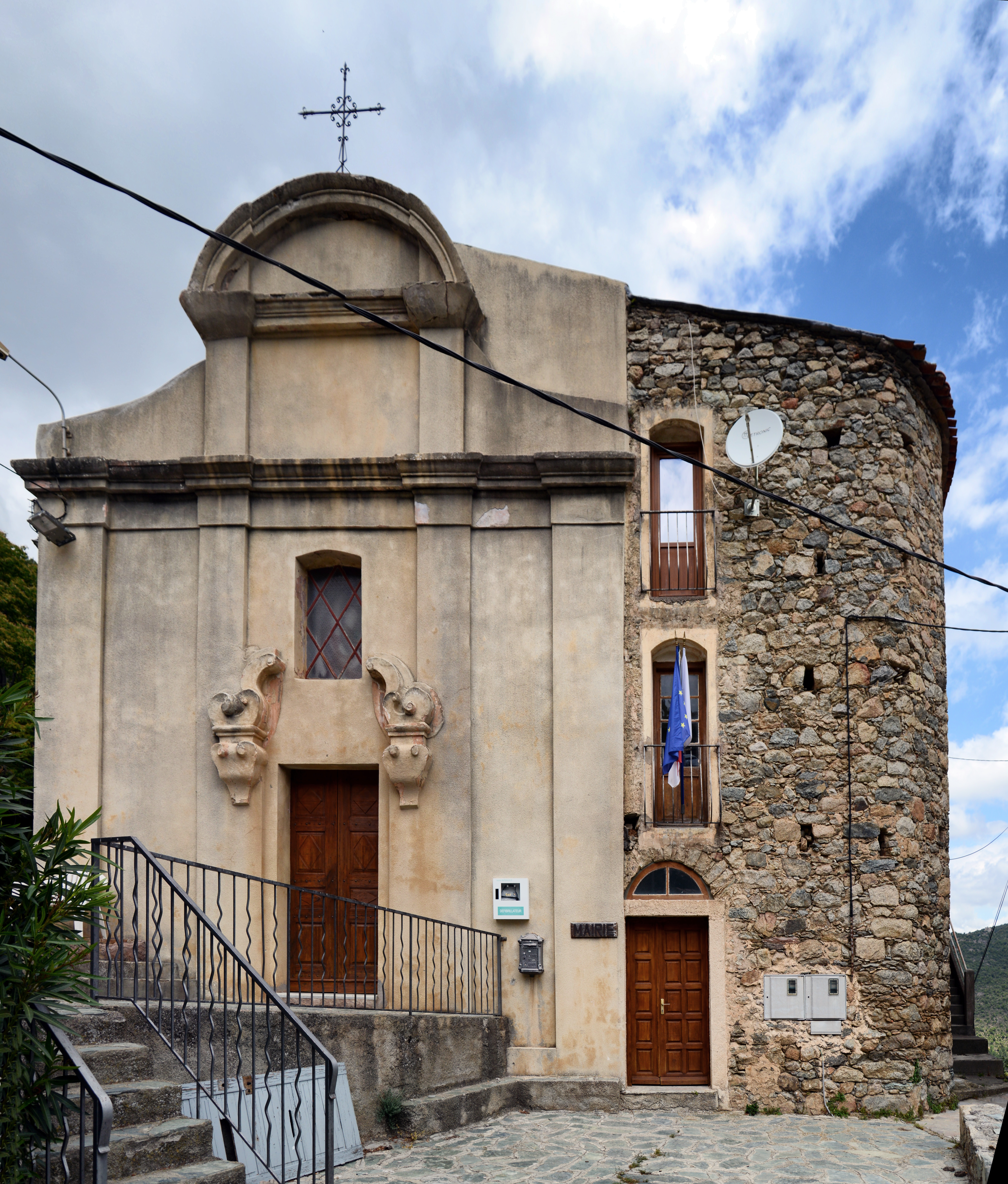
Mairie und die Dorfkirche
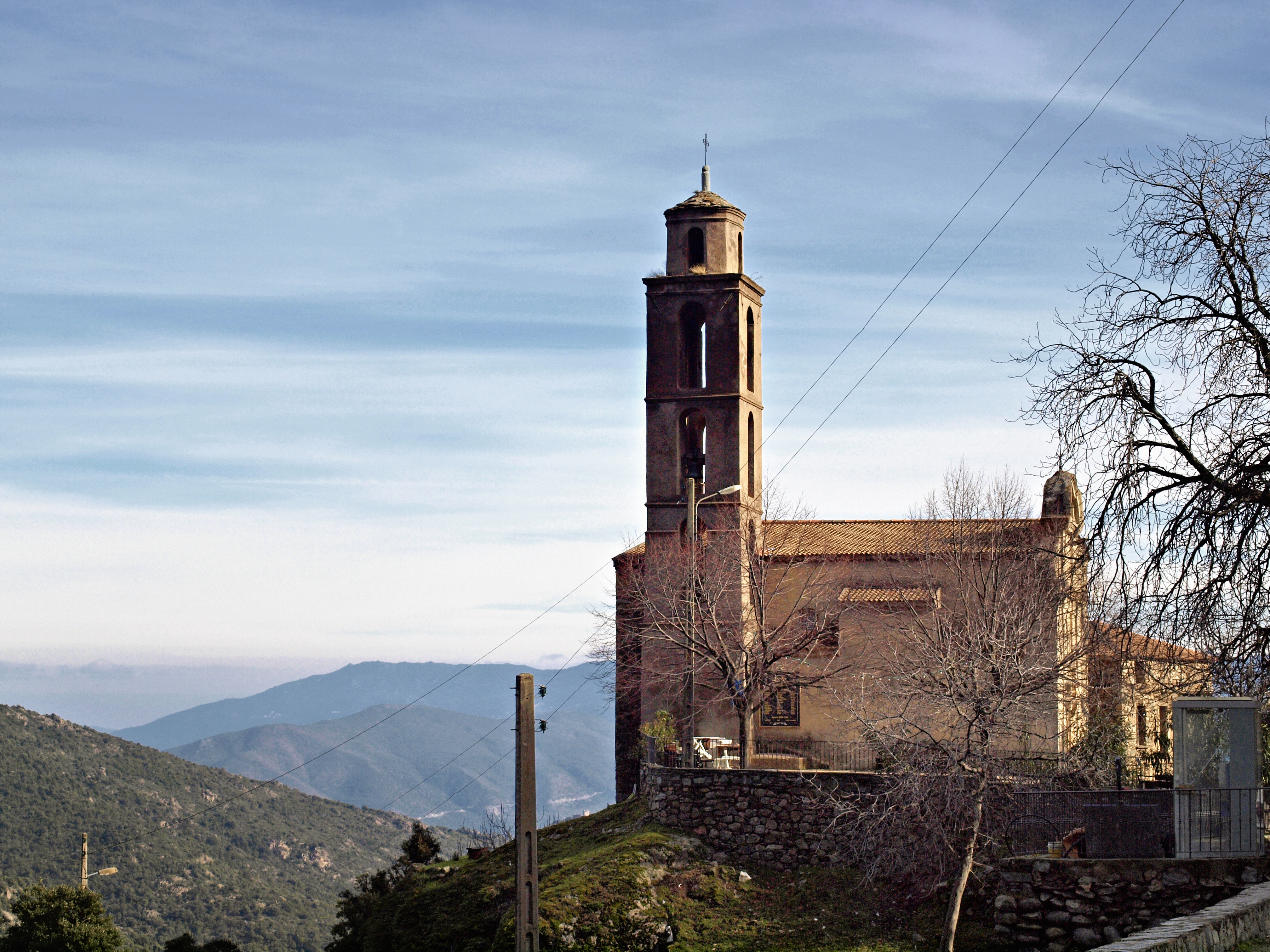
Kirche Saint-Dominique

## Bevölkerungsentwicklung
| Jahr      | 1962 | 1968 | 1975 | 1982 | 1990 | 1999 | 2008 | 2012 |
| --------- | ---- | ---- | ---- | ---- | ---- | ---- | ---- | ---- |
| Einwohner | 59   | 59   | 43   | 39   | 31   | 36   | 49   | 50   |